# Ꚓ
La ligature té tché ou ttché (capitale Ꚓ, minuscule ꚓ) est une lettre additionnelle de l’alphabet cyrillique qui était utilisée dans l’écriture de l’abkhaze dans l’alphabet de 37 lettres de 1862 de Peter von Uslar et dans l’alphabet de 55 lettres de 1909 d’Andreï Tchotchoua (ru). Elle a été utilisée dans l’écriture du komi-zyriène et de l’ossète.

## Utilisations
Andreas Sjögren utilise le ꚓ dans l’alphabet cyrillique ossète dans sa grammaire publiée en 1844, lettre qu’il construit en fusionnant les lettres т et ч.

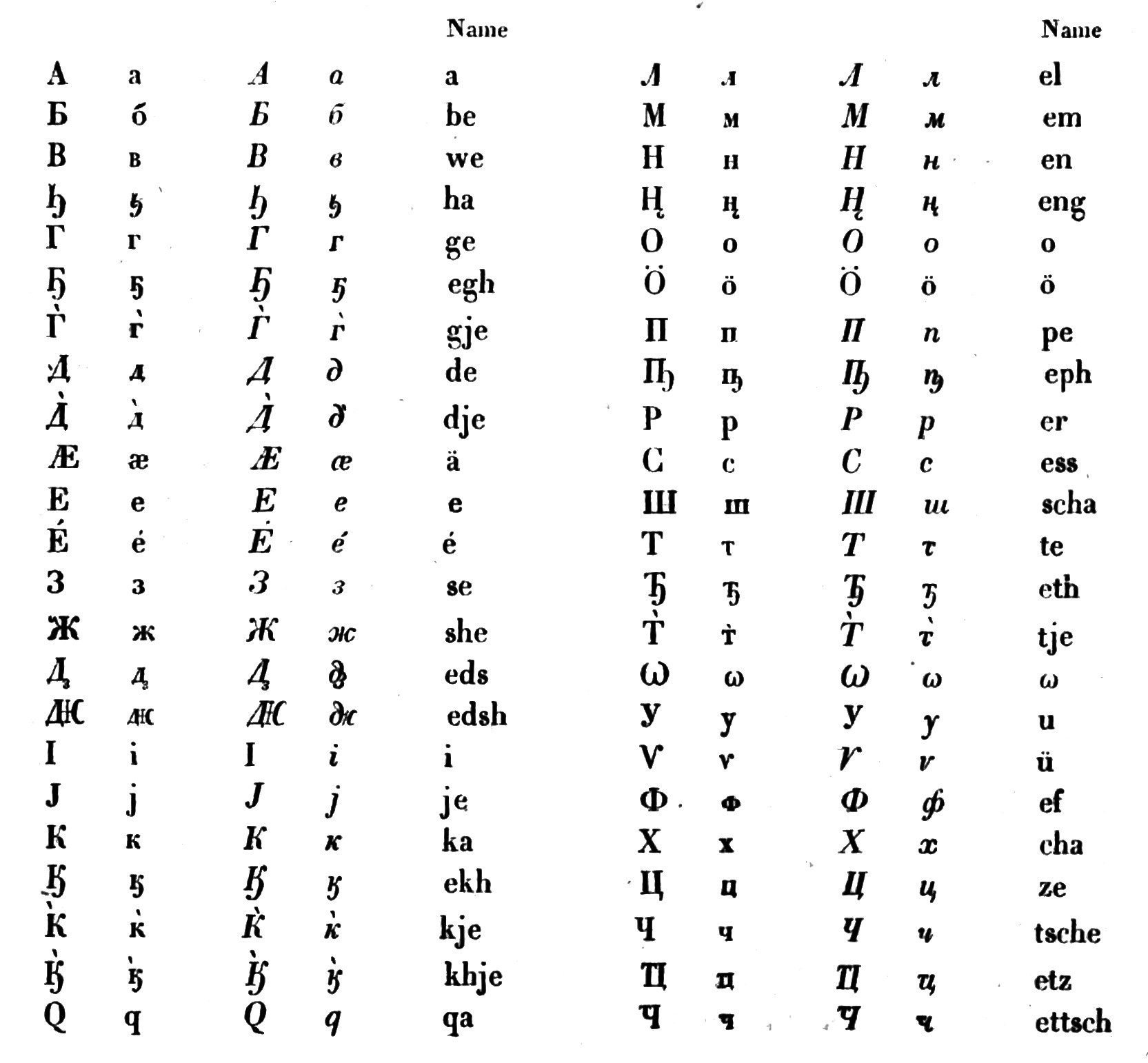
Alphabet ossète de Sjögren 1844.

En komi-zyriène, le ꚓ a été utilisé par certains auteurs au XIXe siècle.

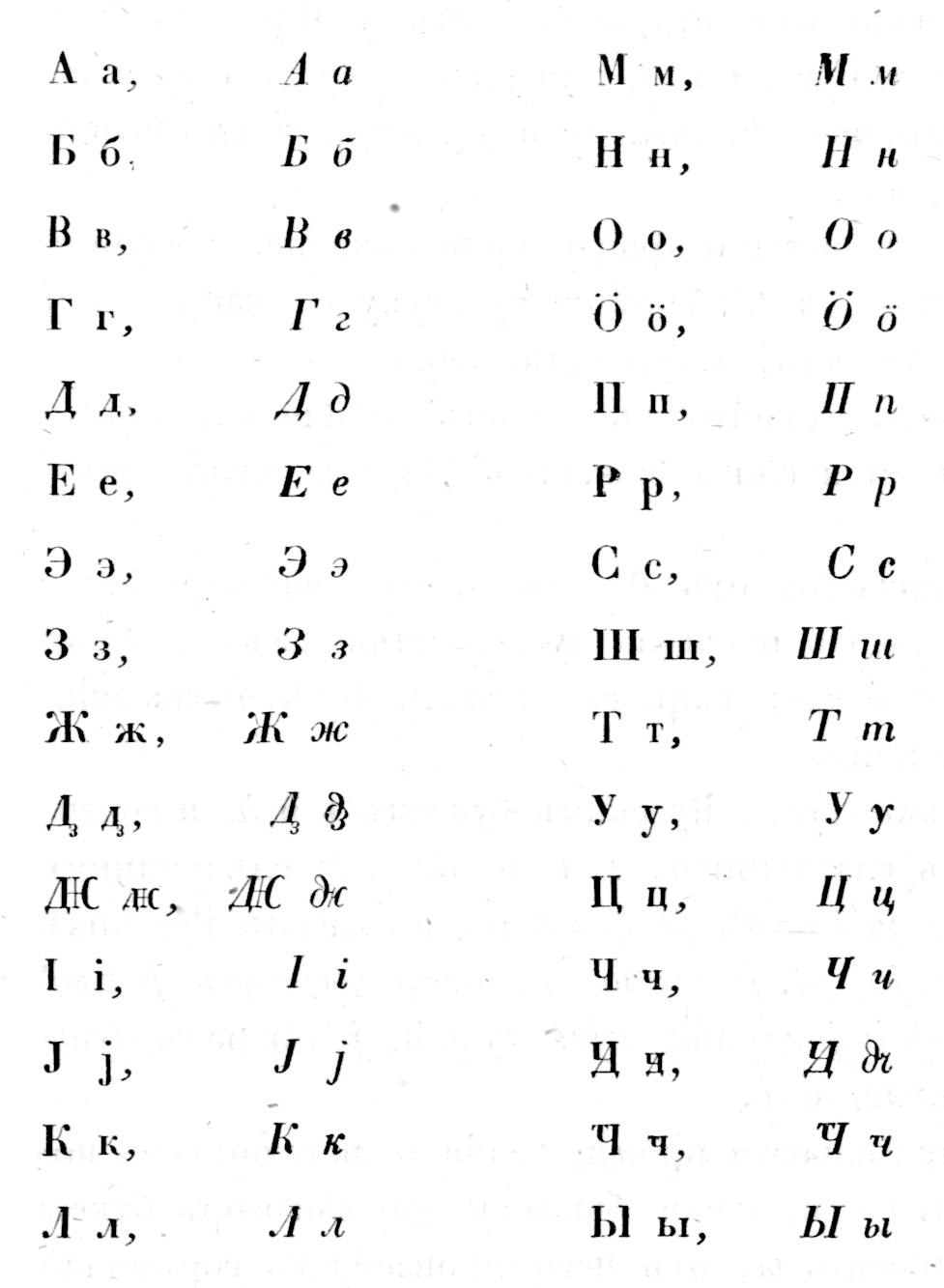
Alphabet komi-zyriène en 1850.

## Représentations informatiques
La ligature té tché peut être représenté avec les caractères Unicode suivants :
| formes    | représentations | chaînes de caractères | points de code | descriptions                      |
| --------- | --------------- | --------------------- | -------------- | --------------------------------- |
| capitale  | Ꚓ               | Ꚓ                     | U+A692         | lettre majuscule cyrillique ttché |
| minuscule | ꚓ               | ꚓ                     | U+A693         | lettre minuscule cyrillique ttché |